# 화려한 일족
《화려한 일족》(華麗なる一族)은 야마사키 도요코의 일본 소설이다.

## 개요
만표 콘체른(재벌)의 총수이자 한신은행장의 만표 다이스케. 명예 높은 명문 가문의 가장으로, 우수한 경영자로서의 표면적인 얼굴과, 처첩동거라는 파렴치한 생활을 영위하고 있는 내면의 얼굴을 가졌다. 목적을 위해서는 자식들을 정재계에 인맥을 확장하려는 의도로 활용하지만 어느 때부터인가 검은 의혹이 그의 가슴을 감싸게 된다. 스스로의 끝없는 야망을 위해서, 그리고 증오의 복수를 위해서 다이스케는 교묘한 음모를 휘두르게 된다. 목적을 달성하고 기다리고 있는 것은.... 이 소설은 다이스케를 축으로 하여 그를 둘러싼 가족의 어두운 이력과 금융업계의 내막을 묘사하여 화제가 되었다.

## 모델이 된 조직과 인물
1970년 3월부터 1972년 10월까지 주간 신죠 출판사에서 연재된 이 소설은 야마사키 도요코의 타 작품들과 같이 실재 사건과 인물을 모델로 한 것으로 알려져 있다. 즉 이 작품은 전체적으로 1965년 산요특수제강도산사건을 모델로 하여 작품 중의 한신특수제강은 산요특수제강을, 한신은행은 고베은행(개요·경위는 1973년 합병하여 발족한 타이요고베은행을 참조)을, 또 만뾰가는 고베의 오카자키재벌을, 제국제철은 신일본제철(신일철, 하지만 이 회사는 1960년대에는 야하타제철, 후지제철로 나뉘어 있었다. 야마자키 도요코의 다른 저작에서는 제국제철을 후지제철로 등장시키고 있다.)를 모델로 한 것으로 알려져 있다.
덧붙여서 소설 중의 한신은행 및 한산특수강은 실제 한신은행(지금의 미나토은행), 한신특수강주식회사와 직접적인 관계는 없다. 하지만 미나토은행은 미쓰이스미토모파이낸셜그룹이며, 옛 사쿠라(타이요고베미쓰이)은행에 의해서 효고현 내의 20점포를 양도 받아서 현재도 미쓰이스미토모은행과 동일하게 취급되고 있어 작품중의 한신은행과 실제의 한신은행에 대해서는 완전히 관계가 없는 것은 아니다.

## 텔레비전 드라마
지금까지 일본에서 두번 드라마화되었다.
- 1974년의 야마무라 사토시 주연의 드라마.
- 2007년의 기무라 타쿠야(SMAP) 주연의 드라마.
- 2021년의 나카이 키이치 주연의 드라마.

## 번역판
- 청조사 출판/박재희 번역/2005년 05월(전 4권의 전집류로 출판)